# Барнаульская агломерация
Барнау́льская агломера́ция — городская агломерация на северо-востоке Алтайского края с общим населением 864 340 чел. (2024), что составляет более трети населения края. Сформировалась вокруг города Барнаул, её образуют два городских округа (Барнаул и Новоалтайск) и три прилегающих муниципальных района (Калманский, Павловский и Первомайский).

## Дата основания
Датой правового оформления Барнаульской агломерации можно считать 14 октября 2009 года, когда соглашение о её создании скрепили подписями заместитель Губернатора Алтайского края Яков Ишутин, глава города Барнаула Владимир Колганов, глава города Новоалтайска Александр Иванченко, глава Первомайского района Владимир Бокарев. 9 июля 2019 года Соглашение о вхождении Павловского района в Барнаульскую агломерацию подписали глава краевой столицы Сергей Дугин и глава Павловского района Антон Воронов на заседании Межмуниципального Совета Ассоциации «Барнаульская агломерация».

## Развитие
Барнаульская агломерация образована с целью создания в Алтайском крае компактной пространственной группировки населённых пунктов, обладающих промышленными, транспортными, торговыми, культурными и социально-бытовыми связями. Схема территориального планирования Барнаульской агломерации была разработана московским институтом «Гипрогор», утверждена весной 2011 года и является первой в России, прошедшей в установленном порядке процедуру согласования в Минрегионразвития РФ. Позже для координации проектов агломерации была создана Ассоциация «Барнаульская агломерация интеграционного развития территорий», а федеральные власти рассматривают развитие агломерации как пилотный проект для всех подобных в России.

## Границы и состав Барнаульской агломерации
| Муниципальное образование         | Площадь, км² | Численность населения, чел. | Плотность, чел./км² |
| --------------------------------- | ------------ | --------------------------- | ------------------- |
| Городской округ город Барнаул     | 939,50       | 687 601                     | 731,88              |
| Городской округ город Новоалтайск | 72,20        | 73 292                      | 1015,12             |
| Калманский район                  | 3 596,03     | 11 641                      | 6,4                 |
| Первомайский район                | 3 596,03     | 53 359                      | 14,84               |
| Павловский район                  | 2 203,01     | 38 447                      | 17,45               |
| Агломерация                       | 10 406,77    | 864 340                     | 83,06               |
| Доля в Алтайском крае             | 6,19 %       | 41,18 %                     |                     |

Вместе с тем дальнейшее поэтапное развитие Барнаульской агломерации специалисты связывают с постепенным вовлечением в экономические связи населения и других близлежащих пригородных районов. Некоторые эксперты в состав Барнаульской агломерации уже сейчас расширительно включают не только территории расположенные северо-восточнее, восточнее и юго-восточнее Барнаула, но и другие сельские районы. Е. Лейзерович предложил так называемый «Барнаульский экономический микрорайон», включающий города Барнаул, Новоалтайск и Заринск, а также сельские районы: Первомайский, Залесовский, Тальменский, Павловский, Ребрихинский, Топчихинский, Калманский, Троицкий, Косихинский, Кытмановский, Тогульский, Заринский. Для «Барнаульского экономического микрорайона» автор приводил оценку площади 40 тыс. км², численность населения оценивал на 1979 год 1032 тыс. жит., 1990 год — 1137 тыс., 2001 год — 1142 тыс. человек. Л. Смирнягин трактует «экономические микрорайоны» (выделенные Е. Лейзеровичем), возглавляемые крупными городами, как городские агломерации. Другие эксперты, признавая, что в состав агломерации, помимо собственно Барнаула, входят г. Новоалтайск, пгт. Сибирский, пгт. Тальменка, тем не менее указывают на наличие «зоны влияния» краевого центра, распространяющейся, по крайней мере, на районные центры, лежащие в границах двухчасовой доступности (Тальменку, Заринск, Косиху, Троицкое, Калманку, Топчиху, Павловск, Шелаболиху), а через них на территории этих районов.

## Экономика

### Промышленность
Большинство предприятий Барнаульской агломерации сосредоточено в Южной (Центральной), Северной и Власихинской промышленных зонах. Южная располагается внутри застроенной территории, а предприятия Северной и Власихинской промышленных зон, в соответствии с современными требованиями градостроительства, вынесены за пределы жилых массивов на окраины.
| Отрасли                                           | Предприятия |
| ------------------------------------------------- | --- |
| Машиностроение и металлообработка                 | Алтайский завод прецизионных изделий \| Алтайдизель \| Алтайский приборостроительный завод Ротор \| Барнаултрансмаш \| Алтайский завод топливных насосов \| Барнаульский вагоноремонтный завод \| Барнаульский завод геофизической аппаратуры \| Алтайский завод агрегатов \| Барнаульский радиозавод \| Сибэнергомаш \| Барнаульский станкостроительный завод \| Барнаульский завод мехпрессов \| Алтайвагон \| Алтайавтодор. |
| Химическая и нефтеперерабатывающая промышленность | Барнаульский шинный завод \| Барнаульский завод асбестовых технических изделий \| Барнаульский завод резинотехнических изделий \| Барнаульский канифольный завод. |
| Легкая промышленность                             | Барнаульский меланжевый комбинат. |
| Промышленность стройматериалов                    | Барнаульский комбинат железобетонных изделий №1 \| Барнаульский комбинат железобетонных изделий №2 \| Барнаульский экспериментальный завод крупнопанельного домостроения \| Кирпичный завод «Турина гора» \| Новоалтайский завод железобетонных изделий имени Г. С. Иванов \| Алтайкровля \| Белоярский мачтопропиточный завод.                                                                                                |
| Электроэнергетика                                 | ТЭЦ-1 \| ТЭЦ-2 \| ТЭЦ-3. |
| Пищевая промышленность                            | Алтайхолод \| Барнаульский гормолкомбинат \| Барнаульский ликеро-водочный завод \| Барнаульская мельница \| Барнаульский дрожжевой завод \| Барнаульский пивоваренный завод \| Кондитерская фабрика «Алтай» \| Алтайские макароны \| Барнаульский хлебокомбинат №4 \| Кипринский молочный завод \| Мария-Ра. |

## Транспорт
Через агломерацию проходит две федеральные и ряд региональных автомобильных трасс А349,М52 и Р374,Р380, Алтай-Кузбасс.
- Международный аэропорт Барнаула им. Г. С. Титова — общий для агломерации.
- Железные дороги: через Барнаул проходит Турксиб. В Новоалтайске находится крупный железнодорожный узел — станция Алтайская, на которой формируются большие грузовые составы.
- Проект: троллейбусное сообщение между Новоалтайском и Барнаулом[11].
- Программа: развитие транспортной системы барнаульской агломерации предусматривает разгрузку дорог с наиболее высокой интенсивностью движения. Проект рассчитан до 2025 года. На первом этапе, в ближайшие два года, большинство дорог Барнаула предстоит привести в нормативное состояние: это позволит снизить уровень аварийности[источник не указан 424 дня].

## Образование
- Алтайский государственный университет,
- Алтайский государственный технический университет,
- Алтайский государственный аграрный университет,
- Алтайский государственный медицинский университет,
- Алтайский государственный педагогический университет,
- Алтайская академия экономики и права,
- Алтайский государственный институт культуры,
- Алтайский экономико-юридический институт,
- Барнаульский юридический институт МВД России.

Кроме того, действуют филиалы и представительства вузов из других городов:
- Филиалы: Всероссийского заочного финансово-экономического института, Алтайский институт экономики Санкт-Петербургской академии управления и экономики, Ленинградского государственного областного университета, Московского государственного университета культуры и искусств, Сибирской академии государственной службы.
- Представительства: Московского государственного университета экономики, статистики и информатики, Московского института права, Томского государственного университета систем управления и радиоэлектроники.

В Барнаульской агломерации специалистов со средним специальным образованием готовят 8 техникумов, 7 колледжей, 2 педучилища, музыкальное училище, медицинское училище, банковская школа, школа-учебный центр УВД.
В систему просвещения входят 198 общеобразовательных школ, в их числе: 67 лицеев, 7 гимназий, 7 школ-интернатов, школа олимпийского резерва, открытая (сменная) общеобразовательная школа. Имеется 8 музыкальных и художественных школ и школа искусств.
Дошкольные учреждения представлены 230 детскими садами, из которых 7 — ведомственные детские сады, 3 — частные детские сады, остальные — муниципальные. Для детей с нарушениями физического и психического развития работает сеть детских садов компенсирующего вида, а также коррекционные группы в комбинированных дошкольных учреждениях для детей с туберкулёзной инфекцией. Сегодня детские сады Барнаульской агломерации посещают не менее 40000 детей в возрасте от 1,5 до 6 лет.

## Здравоохранение
В рамках Барнаульской агломерации создана единая служба скорой медицинской помощи. Накопленный опыт применен на территории Павловского района: поселок Новые Зори с начала 2016 года обслуживается барнаульской поликлиникой.